# Imago Pietatis (Cima da Conegliano)
L'Imago Pietatis è un dipinto a olio su legno di pioppo (53,5x38,5 cm) di Cima da Conegliano, e conservato nel Museo di Wilanów a Varsavia in Polonia.

## Descrizione
Il dipinto date le sue piccole dimensioni potrebbe essere stato commissionato come immagine devozione privata o esser stato parte di un polittico. È decisamente ispirato alle opere di Giovanni Bellini che aveva declinato in senso umanistico la tradizionale iconografia bizantina dell'Imago Pietatis sempre viva a Venezia.
La raffigurazione, quasi un “fermo immagine”, drammatizza il passaggio da narrazione di una storia a icona. Icona il cui scopo è quello di ispirare la contemplazione della morte di Cristo intesa come mistero e la sofferta partecipazione di Maria all’opera di redenzione. 
La tavola di Wilanów è particolare per la forza espressiva e la lirica calma profondamente mistica. L’assieme è soffuso da una luce calda dorata con colori delicati e ombre leggere mentre i personaggi si stagliano su di un fondo scuro, inquadrati in maniera monumentale da una visione prospettica leggermente ribassata. Il corpo di Cristo è idealizzato con solo l’accenno delle piaghe della passione; il volto meditativo di Maria è animato da più forti riflessi. In basso, appena sporgente dal margine, è il bordo di un sarcofago marmo rosso, simbolicamente anche altare su cui sia stato celebrato il sacrificio che porta alla Redenzione.